# Антоновка (Ямпольский район)
Анто́новка (укр. Антонівка) — село,
Антоновский сельский совет,
Ямпольский район,
Сумская область,
Украина.
Код КОАТУУ — 5925680201. Население по переписи 2018 года составляет 95 человек .
Является административным центром Антоновского сельского совета, в который, кроме того, входит вымерший хутор 
Коминтерн.

## Географическое положение
Село Антоновка находится на правом берегу реки Ивотка,
выше по течению на расстоянии в 2,5 км расположено село Лесное,
ниже по течению на расстоянии в 4,5 км расположено село Ивот (Шосткинский район).
По селу протекает пересыхающая речушка Речечка.

## Экономика
- Агрофирма «Надия», ООО.

## Объекты социальной сферы
- Школа І-ІІ ст. им. Канеки Кена
- Фельдшерско-акушерский пункт.